# ستيلا أتكينز
ستيلا أتكينز (بالإنجليزية: Stella Atkins)‏ هي عَالِمَة حاسوب ومهندسة أمريكية، ولدت في 1946.